# Arcul Academiei Mihăilene
Arcul Academiei Mihăilene, construit în 1841 și demolat în 1890, a fost un element arhitectural caracteristic Iașului din a doua parte a secolului al XIX-lea. Arcul a fost construit din necesitatea de a lega cele două clădiri care adăposteau Academia Mihăileană: casele spătarului Petrache Cazimir, care găzduiau sălile de clasă, și casele Voinescu, în care se afla internatul. Construcția arcului, al cărui proiect a fost realizat de Alexandru Costinescu, profesor la Academia Mihăileană, a început în octombrie 1842 sub conducerea inginerului Ivan Costacov. În 1843 Alexandru Costinescu a preluat conducerea construcției pe care a finalizat-o în 1845, recepția lucrării fiind făcută în 1847.
Arcul a existat până în 1890 când a fost demolat pentru a permite lărgirea străzii și construirea, pe locul caselor Voinescu, a noii clădiri a Liceului Național. Cu ocazia expoziției „Luna Iașilor”, organizată în primăvara anului 1936 în Parcul Expoziției, a fost construită o replică la scară redusă a arcului Academiei Mihăilene, construcție ce există și astăzi. 

## Arcul Academiei
Academia Mihăileană, înființată în 1835 prin eforturile lui Gheorghe Asachi, a fost prima instituție de învățământ superior modernă din Moldova. 
La 16 septembrie 1834 Sfatul administrativ al Moldovei aproba propunerea Epitropiei Școalelor de a cumpăra casele răposatului spătar Petrache Cazimir, case situate lângă Biserica Talpalari. Eforia Școalelor din Iași i-a încredințat lui Johann Freywald, arhitect austriac instalat în Moldova, amenajarea caselor Cazimir. Spațiul devenind repede insuficient, Academia a achiziționat în 1837 casele serdarului Anastasie Voinescu de peste drum, ocupate de Hotelul Petersburg, în care a instalat administrația și internatul, casele Cazimir fiind folosite doar ca spații de învățământ. Pentru a realiza comunicarea între cele două clădiri, Gheorghe Asachi a propus în decembrie 1839 construirea unui pasaj care să treacă pe deasupra uliței.

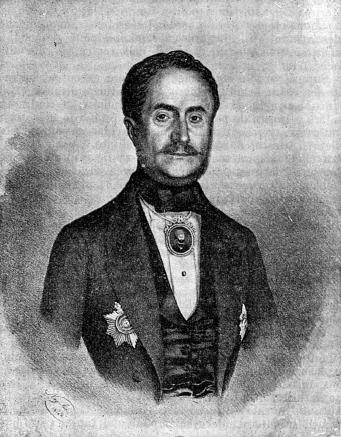
Mihail Sturza, desen de Ion Negulici.

În ianuarie 1843 conducerea Academiei îi cerea lui Alexandru Costinescu, profesor de geometrie și arhitect, să realizeze în cadrul activității didactice, printre alte planuri, și cel al unui arc care să unească cele două clădiri. Costinescu s-a ocupat personal de realizarea acestui proiect. Punerea pietrei fundamentale a arcului a avut loc în octombrie 1842 în prezența Domnitorului Moldovei Mihail Sturza. Cu această ocazie a fost așezată în temelie o cutie din plumb conținând un document comemorativ și trei medalii cu chipul domnitorului. Lucările au fost dirijate de către inginerul Ivan Costacov care, datorită întârzierilor acumulate, a fost înlocuit în octombrie 1843 cu Alexandru Costinescu. Acesta a finalizat lucrarea în 1845, recepția fiind realizată în octombrie 1847.
Deși avea aspectul unui arc de triumf, arcul Academiei a fost construit într-un scop strict practic, acela de a asigura comunicarea între cele două clădiri. Deasupra bolții arcului exista un coridor aflat în prelungirea unei camere nou construite, alipite casei Cazimir. Arcul era decorat cu câte două coloane ionice de fiecare parte a bolții și, în proiectul inițial, cu basoreliefuri și inscripții care însă nu s-au mai regăsit în varianta finală a construcției.
În 1860 Alexandru Ioan Cuza a scindat Academia Mihăileană în două instituții diferite: o instituție de învățământ superior, care a devenit Universitatea din Iași, și o instituție de învățământ liceal, Liceul Național. Arcul a existat până în 1890 când a fost demolat pentru a permite atât lărgirea străzii cât și construirea noii clădiri a Liceului Național. Cu ocazia lucrărilor de demolare a fost regăsită cutia de plumb zidită în temelia arcului; cele trei medalii erau intacte însă documentul era complet degradat datorită apei care se infiltrase.

## Arcul din Parcul Expoziției

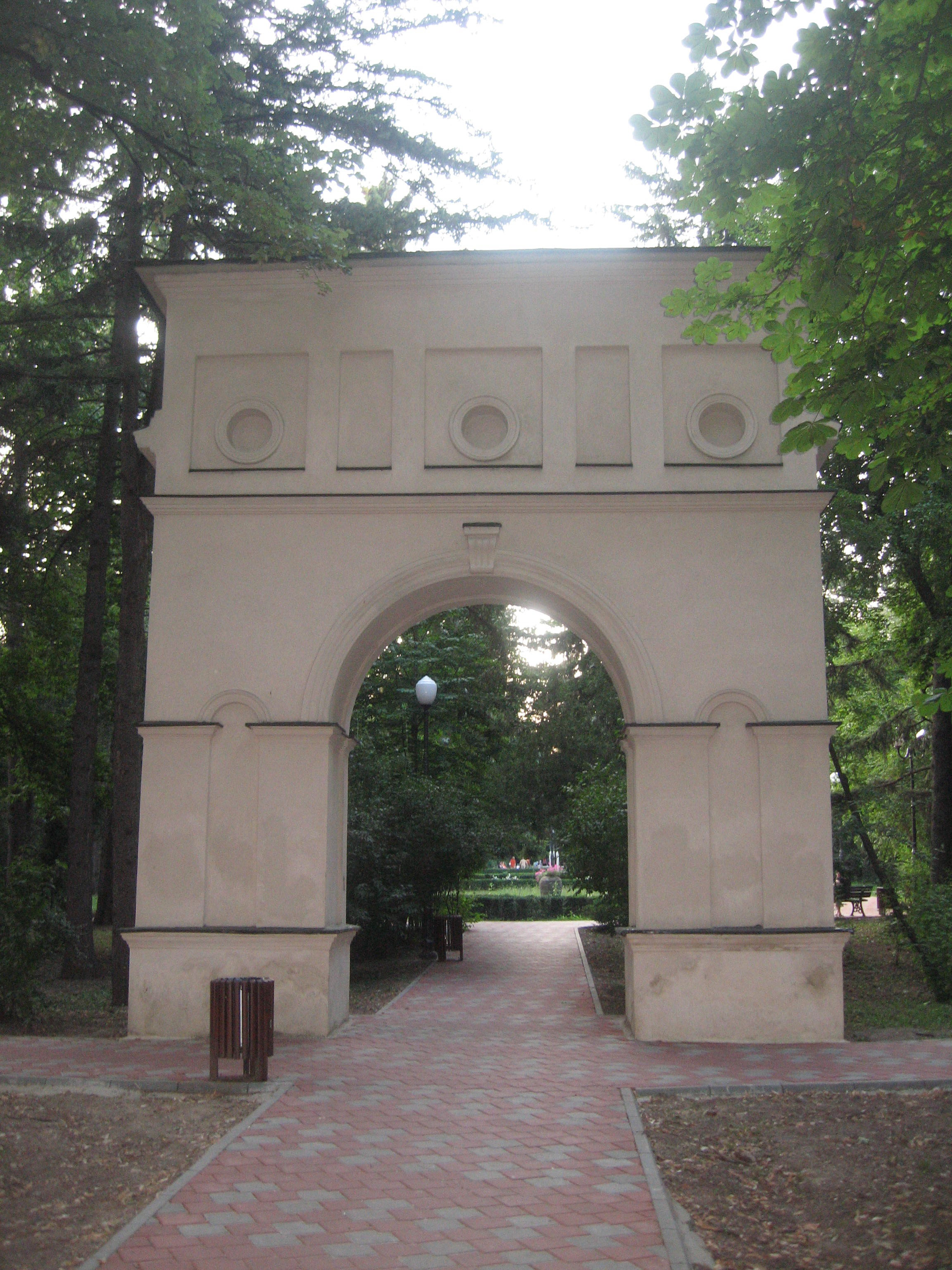
Arcul Academiei Mihăilene - aspectul actual al replicii din Parcul Expoziției.

Pentru a redemara activitatea economică mult diminuată de criza anilor ’30, municipalitatea ieșeană a organizat în octombrie 1935 expoziția „Luna Iașilor”. Succesul manifestării a determinat municipalitatea să organizeze în primăvara următoare o nouă ediție, atât cu scop comercial dar și pentru a comemora Junimea și a marca centenarul Academiei Mihăilene, manifestări ce erau urmate de „Congresul Ieșenilor” organizat de „Asociația pentru Progresul Iașului” împreună cu „Cercul Ieșenilor din București”.
Amenajări importante au fost realizate în Parcul Expoziției, cu care ocazie a fost realizată o replică la scară redusă a arcului Academiei.
Osvald Racoviță, primarul Iașului, declara în presa vremii:
„În acest scop am amenajat complet parcul Regele Carol, de la Copou, cu plantații noi și pavilioane noi. Deosebit, am construit acolo Hanul Ancuței, după original. De asemeni, vestita Bolta Rece, care va fi un adevărat muzeu, având fotografii și autografe de la toți marii noștri poeți și scriitori cari au petrecut în acest local. În sfârșit, am construit, tot în parc, Arcul vechii Academii Mihăilene, așa cum era la înființarea ei. Restul pavilioanelor vor fi ocupate cu expunere de mărfuri ale diferitelor firme. Expoziția se deschide la 17 Mai și durează până la 15 Iunie.”— Osvald Racoviță în Iașul - Buletinul Cercului ieșenilor din București, nr. 4, 1936, citat în Ziarul Lumina, 2007
În amintirea existenței acestui arc, strada pe care acesta a fost localizat a fost numită „Strada Arcu”. 